# 杉野直道
杉野 直道（すぎの なおみち、1930年9月5日 - 2015年11月5日）は、日本の実業家。テレビ東京の社長・会長を務めた。

## 経歴
福岡県出身。杉野直幹、ケンの二男。1953年、東京大学法学部卒業。同年、日本経済新聞社に入社。1980年3月に取締役データバンク局長、1983年3月に常務総合情報担当・社長室長、1988年3月に専務総合情報・事業担当・社長室長などを歴任し、「日経ビジネス」の創刊や日経電子版の原型となるデータバンクの設立などにも携わっていた。1989年6月にテレビ東京社長に就任。1996年6月会長、1999年6月に相談役を経て、2000年6月には顧問に就任。
2015年11月5日、急性肝不全で死去。85歳没。